# (9657) Učka
9657 Ucka (1996 DG2) – planetoida z pasa głównego asteroid okrążająca Słońce w ciągu 5,56 lat w średniej odległości 3,14 j.a. Odkryta 24 lutego 1996 roku.